# Love Hurts Tour
Il Love Hurts Tour fu il terzo tour di concerti di Cher, in supporto al suo album di inediti Love Hurts e alla colonna sonora del fim Sirene.
Il tour visitò l'Europa ed il Nord America. Cher si esibì nelle arene, per la prima volta dall'Heart of Stone Tour.
Per il Love Hurts Tour si pensò di far fare a Cher una tappa anche a Roma, ma i costi del tour scoraggiarono i promotori italiani.

## Informazioni sul tour
Incoraggiata dal successo dell'album Love Hurts, del singolo "The Shoop Shoop Song", e dopo l'interpretazione di "Could've Been You" a Top of the Pops a Londra, Cher tenne sei concerti pre-tour al Sands Hotel di Atlantic City (USA).
Cher promosse l'album all'interno di vari show statunitensi (come Late Night with David Letterman, il Dame Edna Show e In Concert).
Cher tenne numerosi concerti in vari Paesi europei per la prima volta nella sua carriera, e meno negli Stati Uniti.
Il tour doveva iniziare originariamente nel marzo 1992, ma fu spostato ad aprile per malattia. In una intervista, Cher si scusò dichiarando: "Sono molto dispiaciuta di aver dovuto posticipare questi show e mi scuso con tutti i miei fan che hanno acquistato i biglietti".
Il tour partì dalla Deutschlandhalle di Berlino (Germania).

## Caratteristiche dello show
A differenza del precedente tour di Cher, il concerto era meno elaborato, ma più controverso per via degli abiti di scena e i riferimenti religiosi presentati sul palco.
Al centro della scena era presente un grande albero scheletrico i cui rami si estendevano ai due lati del palco. C'erano delle colonne, sulla cima di ognuna un simbolo religioso: un serpente trafitto, un pesce stilizzato che rievoca quelli dipinti nelle catacombe dai primi Cristiani, una croce, il Simbolo della pace caro agli Hippies ed il cuore degli Ex-voto (lo stesso che apparve sulla prima controversa copertina dell'album Heart of Stone). Appeso sulla destra del palco c'era un angelo nero nudo con grandi ali dorate.
Cher era accompagnata da otto ballerini, quattro uomini e quattro donne, tuttavia la cantante non ballava quasi per nulla durante i concerti.
Il tour era incentrato maggiormente sul repertorio rock. Molte canzoni anche popolari di Cher non furono interpretate, ma furono presentate invece molte cover: "Bye Bye Baby" di Mary Wells, "Many Rivers To Cross", "Fire" di Bruce Springsteen, "Love is a Battlefield" e la hit "The Shoop Shoop Song".
Lo stilista Bob Mackie creò su misura nove abiti di scena per il Love Hurts Tour, ripetendo il tema della dominatrice in pelle nera dell'era-Geffen. Altri costumi invece erano già stati precedentemente utilizzati da Cher in tour o in apparizioni pubbliche.

## Sinossi del concerto
All'inizio del concerto, il video sullo schermo riassume per immagini la vita di Cher, mostrando la sua famiglia, lei in televisione, video musicali e la carriera cinematografica. Quindi lo schermo si alza e Cher scende da una piattaforma. Il concerto inizia con una delle più belle e famose canzoni degli U2, "I Still Haven't Found What I'm Looking For". Poi arriva "Bye Bye Baby", accompagnata dal commento "Ragazze, ora vi spiego cosa dovete dire ad un uomo prima di dargli un calcio in c**o e sbatterlo fuori di casa".
Per "We All Sleep Alone" succede il finimondo: Cher appare con l'ormai noto costumino ridottissimo, un insieme di striscioline assemblate da nere trasparenze, coperte da un giubbotto di pelle nera, lasciando scoperti i suoi tatuaggi. Segue "I Found Someone". Poi per "Love and Understanding" Cher si presenta con un vestitino di pizzo nero e calze a rete, le gambe interminabili, i capelli (molte sono parrucche) agitati a regola d'arte da due grandi ventilatori piazzati nel boccascena. Per "Save Up All Your Tears" veste come una zarina con una lunga vestagliona di velluto bordata di pelliccia bianca e un grande copricapo ricamato. Conclusa la canzone, lo schermo scende e mostra alcune famose scene dai suoi film. Quindi Cher ri-discende la piattaforma cantando "After All". Poi un classico, "Many Rivers to Cross", e Cher si presenta esattamente come nel 1988 sul palco dello Shrine Auditorium, emozionata con l'Oscar in mano, vinto per la sua interpretazione in Stregata dalla luna, abbigliata in una specie di ragnatela di lustrini, di strass neri che la fa sembrare una preda preziosa e molto scoperta.
Dopo un brano strumentale inizia la sezione country dello show. Ancora cambi d'abito: una "mise" country, stivali con croce di metallo e pantaloni di velluto tempestati di strass, per un set che include "Fire" e "Just Like Jesse James".
Quindi diventa una specie di Barbarella con un costumino futuribile di plastica nera, per interpretare "Love is a Battlefield".
Uno dei momenti clou è "If I Could Turn Back Time", quando Cher si presenta con un mini-body sadomaso, catene e striscioline di pelle nera. I bis, con un castigato vestitino bianco di pizzo con una croce ricamata sul petto, sono "Love Hurts", titolo del suo ultimo album, la vecchia e divertente "The Shoop Shoop Song", e "Ora vi canto una canzone di old rock' n' roll, perché anch'io sono una signora dell'old rock' n' roll", e la chiusura è affidata a "The Fire Down Below".

## Scaletta del tour
1. Video Intro
2. I Still Haven't Found What I'm Looking For
3. Bye Bye Baby
4. Dance Interlude
5. We All Sleep Alone
6. I Found Someone
7. Instrumental Interlude
8. Love and Understanding
9. Save Up All Your Tears
10. Video Interlude: Movie Montage
11. After All (with Paul Mirkovich)
12. Many Rivers to Cross
13. Instrumental Interlude
14. Fire
15. Just Like Jesse James
16. Love Is a Battlefield
17. If I Could Turn Back Time
18. Love Hurts
19. The Shoop Shoop Song (It's in His Kiss)
20. The Fire Down Below

### Variazioni alla scaletta
- Durante il concerto di Parigi (Francia) Cher interpretò "Love on a Rooftop" e "You Make My Dreams" di Elvis Presley.[6]
- A Londra (Regno Unito) Cher interpretò "Fires of Eden" al posto di "Bye Bye Baby". Fu aggiunta anche la canzone "Could've Been You".
- In America Cher interpretò "The Way of Love" anziché "Many Rivers to Cross". Inoltre, ad alcuni concerti fu interpretata una cover di Elvis Presley, "One Night", a sostituire "Bye Bye Baby".
- Per il concerto della sera di Halloween a New York Cher vestiva da strega per le prime canzoni.

## Recensioni
Laura Putti di La Repubblica recensì il concerto di Parigi scrivendo: "Si consiglia vivamente la visione ad un pubblico adulto... Chissà che cosa avrebbero detto i vescovi [in Italia], per non parlare delle casalinghe, dei chirurghi plastici. O degli abitanti dei paesini del sud dai quali, anno dopo anno, la bella, scandalosa, provocante, dolcissima Cherilyn Sarkisian, ha attinto le seconde, terze e alle volte anche quarte generazioni di italiani in America... La metà dello spettacolo è ai suoi stilisti di fiducia, mister Bob Mackie e miss Maggie Barry".

## Date del tour
| Europa           |                      |             |                                            |
| 15 aprile 1992   | Berlino              | Germania    | Deutschlandhalle                           |
| 20 aprile 1992   | Amburgo              | Germania    | Alsterdorfer Sporthalle                    |
| 24 aprile 1992   | Parigi               | Francia     | Zénith de Paris                            |
| 1º maggio 1992   | Glasgow              | Regno Unito | Scottish Exhibition and Conference Centre  |
| 3 maggio 1992    | Birmingham           | Regno Unito | NEC Arena                                  |
| 4 maggio 1992    | Birmingham           | Regno Unito | NEC Arena                                  |
| 6 maggio 1992    | Londra               | Regno Unito | Wembley Arena                              |
| 7 maggio 1992    | Londra               | Regno Unito | Wembley Arena                              |
| 9 maggio 1992    | Bruxelles            | Belgio      | Forest National                            |
| 10 maggio 1992   | Düsseldorf           | Germania    | Philips Halle                              |
| 11 maggio 1992   | Francoforte sul Meno | Germania    | Festhalle                                  |
| 14 maggio 1992   | Zurigo               | Svizzera    | Hallenstadion                              |
| 16 maggio 1992   | Copenaghen           | Danimarca   | Tivoli Concert Hall                        |
| 18 maggio 1992   | Stoccolma            | Svezia      | Stockholm Globe Arena                      |
| 19 maggio 1992   | Göteborg             | Svezia      | Scandinavium                               |
| 27 maggio 1992   | Francoforte sul Meno | Germania    | Music-Hall                                 |
| Nord America     |                      |             |                                            |
| 23 ottobre 1992  | Atlantic City        | Stati Uniti | Sands Casino Hotel                         |
| 24 ottobre 1992  | Atlantic City        | Stati Uniti | Sands Casino Hotel                         |
| 25 ottobre 1992  | Atlantic City        | Stati Uniti | Sands Casino Hotel                         |
| 27 ottobre 1992  | New York             | Stati Uniti | Paramount Theatre at Madison Square Garden |
| 28 ottobre 1992  | New York             | Stati Uniti | Paramount Theatre at Madison Square Garden |
| 30 ottobre 1992  | New York             | Stati Uniti | Paramount Theatre at Madison Square Garden |
| 31 ottobre 1992  | New York             | Stati Uniti | Paramount Theatre at Madison Square Garden |
| 1º novembre 1992 | New York             | Stati Uniti | Paramount Theatre at Madison Square Garden |

Concerti cancellati
| 26 marzo 1992  | Oslo, Norvegia              | Oslo Spektrum     | Cancellato |
| 30 marzo 1992  | Vienna, Austria             | Wiener Stadthalle | Cancellato |
| 2 aprile 1992  | Colonia, Germania           | Köln Sporthalle   | Cancellato |
| 3 aprile 1992  | Monaco di Baviera, Germania | Olympiahalle      | Cancellato |
| 5 aprile 1992  | Mannheim, Germania          | Maimarkthalle     | Cancellato |
| 7 aprile 1992  | Berna, Svizzera             | Festhalle Bern    | Cancellato |
| 18 aprile 1992 | Rotterdam, Paesi Bassi      | Ahoy Rotterdam    | Cancellato |
| 21 aprile 1992 | Belfast, Regno Unito        | King's Hall       | Cancellato |
| 22 aprile 1992 | Dublino, Irlanda            | Point Theatre     | Cancellato |

## Personale
Produzione
- Tour Manager: Bill Sammeth
- Produttore: Richard Wechsler
- Produttore esecutivo: David Kelly
- Stage Designer: Jeremy Railton
- Design riflettori: Live Light INC
- Personal Trainer di Cher: Angela Best
- Stilisti: Bob Mackie e Maggie Barry
- Direttrice musicale e coreografa: Doriana Sanchez

Band
- Chitarra: Dave Amato
- Batteria: Ron Wikso
- Tastiere: Paul Mirkovich, Dave Vanacore e Scott Gorham
- Tecnico tastiere per i concerti di Atlantic City: Peter Wiltz
- Corista: Patty Darcy Jones
- Altre voci: Dava Amata and Paul Mirkovich
- Ballerini: Bubba Carr, Aaron Cash, Michelle Rudy Mirkovich e Trish Ramish